# Anghel Stanciu
Anghel Stanciu (n. 15 august 1949, Toporu, România – d. 25 iunie 2023) a fost un politician român. În legislatura 1992-1996, Anghel Stanciu a fost ales deputat pe listele PRM. În legislatura 1996-2000, Anghel Stanciu a fost ales deputat pe listele PRM. 
În legislatura 2004-2008 Anghel Stanciu a fost ales deputat pe listele PRM, a devenit deputat independent din iunie 2005, iar din noiembrie 2005 a trecut la PSD. 
În legislatura 2004-2008 Anghel Stanciu a fost ales deputat pe listele PSD. 
În noiembrie 2015 deputatul Anghel Stanciu a fost condamnat definitiv de ÎCCJ la 6 luni de închisoare cu suspendare pentru trafic de influență.

## Biografie
Este membru al Academiei Oamenilor de Știință din România (AOSR).